# Peter Altenberg
Peter Altenberg, el veritable nom del qual era Richard Englander (Viena, 9 de març de 1859 - Viena, 8 de gener de 1919) va ser un destacat escriptor i poeta austríac.

## Biografia
El seu pseudònim "Altenberg" ve d'un petit poble del Danubi. Suposadament, va escollir el seu sobrenom en honor d'una dona amb la qual va tenir un amor no correspost. Nascut en una família jueva de classe mitjana - el seu pare era comerciant -, de la qual es va separar eventualment en abandonar els seus estudis de Dret i Medicina, i va abraçar la bohèmia com una opció permanent de vida. Un metge va certificar la seva incapacitat per exercir una ocupació normal a causa de la hipersensibilitat del seu sistema nerviós.
Al fin de siècle del segle xix, quan Viena era considerada com el centre principal de les arts i la cultura, Altenberg va formar part del moviment artístic i literari conegut com a Jung Wien (Jove Viena). Era contemporani de Karl Kraus, Gustav Mahler, Arthur Schnitzler i Gustav Klimt.
Com que moltes de les seves obres literàries van ser escrites quan freqüentava diversos bars i cafès de Viena, Altenberg és de vegades considerat com un poeta de cabaret i de cafès literaris. El seu favorit va ser el Cafè Central, on li enviaven la seva correspondència.
Els detractors d'Altenberg (molts dels quals eren antisemites) deien que era drogoaddicte i faldiller. Fins i tot es va dir que era pedòfil. En els últims anys de la seva vida va tenir problemes d'alcoholisme i malalties mentals. Així i els seus admiradors el van tenir per un individualista altament creatiu amb un gran amor per l'estètica i la naturalesa.
Altenberg, com molts escriptors i artistes, estava habitualment escàs de diners, però era hàbil per fer amics, conrear patrons i convèncer a altres a pagar els seus aliments, el seu xampany i fins i tot el seu lloguer, el qual devia constantment. Pagava els seus comptes amb el seu talent, el seu geni i el seu encant. Molts estudiosos el van considerar "el Bohemi dels bohemis".
Altenberg, que mai es va casar, va morir el 1919. Tenia 59 anys. Va ser enterrat al Cementiri Central de Viena, a Àustria.

## Obra literària
A més de ser poeta i un prolífic escriptor de cartes, era un complex escriptor de proses breus (prosastücke) i assagista. Pràcticament la totalitat de les seves obres són aquestes proses, que escrivia en cafès i bars.
En una carta a Schnitzler va descriure el procés en què emergia aquests textos que diu:
Que com escric? Amb absoluta llibertat, sense dubtar mai. No penso mai abans sobre el meu tema, mai. Prenc paper i escric. Fins i tot escric el títol i espero, faré alguna cosa que hi estigui en relació. Un ha de buscar en si mateix, no forçar, ser terriblement lliure de ser capaç, volar -. El que ve, és llavors amb seguretat tan real i profund com ho és en mi. Si res arriba, llavors el tema no és real, i tampoc s'hi pot aprofundir.
És difícil encasellar les obres de Peter Altenberg en alguna forma literària específica. Es poden considerar com a "apunts" o "proses poètiques". Són com instantànies, que concentren la vida, la societat de Viena al voltant del canvi de segle. L'art d'Altenberg consisteix a crear amb unes poques "pinzellades" una imatge comprensible, amb breus suggestions al lector, que ha d'estar preparat per llegir entre línies per construir el panorama total de la societat, una xarxa completa de relacions. Altenberg va intentar donar vida a un denominador ideològic però sense deixar de mostrar el seu vast colorit, la varietat fins i tot contradictòria. Les impressions sensitives tenen un paper important en les seves proses - colors, olors, tendències. És considerat com un dels representants més importants de l'impressionisme.
Altenberg mai va ser un escriptor comercialment reeixit, però va gaudir si no de tots, de molts dels beneficis de la fama en la seva vida. Alguns dels seus poemes aforístics que va escriure en postals van ser musicats per Alban Berg. El 1913, els 5 Altenberg Lieder van ser estrenats a Viena. L'obra va causar un escàndol, i el concert va haver de ser cancel·lat: l'execució completa de la composició va esperar fins a 1952.
Moltes de les seves obres estan publicades en alemany i, fora d'algunes peces antològiques, són difícils de trobar. Moltes romanen en llibreries universitàries i col·leccions privades.

## Llista de llibres
- Wie ich es sehe (Prosaskizzen), 1896
- Shantee (Prosaskizzen), 1897
- Was der Tag mir zuträgt (Prosaskizzen), 1901
- Prodromos (Gesundheitsideen, Modenotizen, Rezepte, Aphorismen, * Skizzen (Splitter), 1906
- Märchen des Lebens(Prosaskizzen), 1908
- Bilderbögen des kleinen Lebens (Prosaskizzen), 1909
- Neues Altes (Prosaskizzen), 1911
- Semmering 1912 (Prosaskizzen), 1913
- Fechsung (Prosaskizzen), 1915
- Nachfechsung (Prosaskizzen), 1916
- Vita ipsa, 1918
- Mein Lebensabend, 1919